# The Interrupters (groupe)
Pour l’article homonyme, voir The Interrupters.
The Interrupters est un groupe de ska punk américain formé à Los Angeles, en Californie, en 2011. Le groupe comprend la chanteuse Aimee Interrupter, le batteur Jesse Bivona, le bassiste Justin Bivona et le guitariste Kevin Bivona. Le groupe a sorti quatre albums studio.

## Histoire

### Formation et premières années
Les trois frères Bivona en tournée avec leur groupe Telacasters, en première partie de The Dirty Heads et Sugar Ray, rencontrent Aimee Allen, alors artiste solo, en 2009. En 2011, Aimee et Kevin commencent à écrire des chansons ensemble. Ils incitent les frères de Kevin, les jumeaux Jesse et Justin, à jouer de la batterie et de la basse. Les quatre fondent alors The Interrupters.
Le groupe, avant même la sortie de leur premier disque, part rapidement en tournée avec des groupes tels que Rancid, The Transplants, Devil's Brigade et Left Alone et jouent dans plusieurs festivals américains, tels que Riot Fest à Chicago et Denver, et au festival de musique canadien Amnesia Rockfest.
Ils intègrent le projet Tim Timebomb and Friends de Tim Armstrong, qui sort en ligne une chanson par jour pendant une année entière. Ils partent également en tournée avec le groupe. Les premiers singles sont "Liberty", puis "Family", avec Tim Armstrong en invité au chant.

### Premier album:The Interrupters
Le premier disque éponyme des Interrupters sort le 5 août 2014 sur Hellcat/Epitaph Records. Après la sortie, le groupe fait une tournée aux États-Unis et au Canada pour promouvoir l'album avec The Mighty Mighty Bosstones, Street Dogs, Less Than Jake, Big D and The Kids Table, Reel Big Fish, Rancid et The English Beat ; et une tournée en Europe avec Bad Religion ; Le groupe se produit également joué au Soundwave Festival en Australie et au Groezrock Festival en Belgique.
La chanson « Take Back the Power »est utilisée dans une publicité de la chaîne sportive canadienne TSN annonçant le tournoi de hockey sur glace du Championnat du monde junior de l'IIHF 2024, à Göteborg, en Suède, du 26 décembre 2023 au 5 janvier 2024.

### Deuxième album:Say It Out Loud
Le deuxième disque des Interrupters , Say It Out Loud, sort le 24 juin 2016 sur Hellcat/Epitaph Records. Produit à nouveau par Tim Armstrong, l'album a culminé au numéro 7 du classement Billboard Heatseekers Album, au numéro 25 du classement des albums Billboard Independent, au numéro 38 du classement Billboard Top Rock Albums et au numéro 22 du classement Billboard Vinyl Albums,,,.
Pour promouvoir Say It Out Loud, le groupe joue sur l'intégralité de la tournée Vans Warped au cours de l'été 2016, puis se lance dans sa première tournée en tête d'affiche aux États-Unis, avec le groupe Bad Cop Bad Cop de Fat Wreck Chords en première partie,.

### Troisième album:Fight the Good Fight
Le 2 mai 2018, les Interrupters annoncent l'album Fight the Good Fight, produit par Tim Armstrong, sorti le 29 juin sur Hellcat/Epitaph. Le premier single, "She's Kerosene", atteint la quatrième place du classement des chansons alternatives ' Billboard. L'album atteint le numéro 2 du Billboard Independent Albums et le numéro 141 du Billboard 200. Le groupe figure sur la couverture de Kerrang! magazine en mai 2019 et sont nommés pour la « Meilleure percée internationale » lors des 2019 Kerrang! Awards.
Billy Kottage, un ancien membre de Reel Big Fish, tourne avec le groupe depuis début 2019, jouant de l'orgue Hammond et du trombone.
Le single "Take Back the Power" des Interrupters sert de musique d'introduction à Hillary, une série documentaire de 2020 sur Hillary Clinton.

### Quatrième album:In the Wild
Le dernier album en date, In the Wild, est sorti en 2022, avec le premier single de l'album, "Raised by Wolves".

## Membres du groupe

### Membres du groupe
- Aimee Interrupter - chant principal (2011-présent)
- Kevin Bivona - guitare, chant principal et chœurs (2011-présent)
- Justin Bivona - basse, chœurs (2011-présent)
- Jesse Bivona - batterie, chœurs (2011-présent)

### Membres en tournée
- Billy Kottage - claviers, trombone, chœurs (2019-présent)

## Discographie

### Albums

#### Albums studios
| The Interrupters                                                                      | - Released: August 5, 2014 - Label: Hellcat/Epitaph - Formats: CD, LP, Distribution numérique | —   | —  | —  | —  | —   | —  | —  | —  | —  | —  |
| Say It Out Loud                                                                       | - Released: June 24, 2016 - Label: Hellcat/Epitaph - Formats: CD, LP, digital download        | —   | 25 | 16 | —  | —   | —  | —  | —  | —  | —  |
| Fight the Good Fight                                                                  | - Released: June 29, 2018 - Label: Hellcat/Epitaph - Formats: CD, LP, téléchargement          | 141 | 2  | 4  | 63 | 127 | 27 | 45 | 82 | —  | 12 |
| In the Wild                                                                           | - Released: August 5, 2022 - Label: Hellcat/Epitaph - Formats: CD, LP, CS, digital download   | 145 | 2  | —  | 53 | —   | 11 | 10 | 24 | 59 | 3  |
| "—" désigne un single qui n'a pas été classé ou n'a pas été publié sur ce territoire. |                                                                                               |     |    |    |    |     |    |    |    |    |    |

#### Albums live
| Titre          | Détails de l'album                                                                                  | Meilleure position | Meilleure position | Meilleure position |
| Titre          | Détails de l'album                                                                                  | US                 | UK                 | UK Indie           |
| -------------- | --------------------------------------------------------------------------------------------------- | ------------------ | ------------------ | ------------------ |
| Live in Tokyo! | - Sortie : 18 juin 2021 - Étiquette : Hellcat/Épitaphe - Formats : CD, LP, téléchargement numérique | —                  | —                  | 33                 |

### Simple
| A Friend Like Me                                                                      | 2013 | —  | —  | —  | —  | —  |            | The Interrupters     |
| Liberty                                                                               | 2013 | —  | —  | —  | —  | —  |            | The Interrupters     |
| Family                                                                                | 2013 | —  | —  | —  | —  | —  |            | The Interrupters     |
| Take Back the Power                                                                   | 2014 | —  | —  | —  | —  | —  |            | The Interrupters     |
| Babylon                                                                               | 2015 | —  | —  | —  | —  | —  |            | Say It Out Loud      |
| Jenny Drinks                                                                          | 2015 | —  | —  | —  | —  | —  |            | Say It Out Loud      |
| By My Side                                                                            | 2016 | —  | —  | —  | —  | —  |            | Say It Out Loud      |
| She's Kerosene                                                                        | 2018 | 4  | 20 | 49 | 1  | —  | - MC: Gold | Fight the Good Fight |
| Gave You Everything                                                                   | 2019 | 21 | —  | —  | 2  | —  |            | Fight the Good Fight |
| In the Mirror                                                                         | 2022 | 19 | —  | —  | 3  | —  |            | In the Wild          |
| Anything Was Better                                                                   | 2022 | —  | —  | —  | —  | 13 |            | In the Wild          |
| Raised by Wolves                                                                      | 2022 | 27 | —  | —  | 30 | —  |            | In the Wild          |
| "—" désigne un single qui n'a pas été classé ou n'a pas été publié sur ce territoire. |      |    |    |    |    |    |            |                      |

### Compilations et splits
- Compilation Warped Tour 2016 – divers artistes, Side One Dummy Records (2016)
- Hooligans United: A Tribute to Rancid – Divers artistes, Hellcat / Smelvis Records (2015)
- Dale la Bota – divers artistes, Smelvis Records (2013)
- Compilation Warped Tour 2018 – divers artistes, Side One Dummy Records (2018)
- Ska contre le racisme – divers artistes, Bad Time Records (2020)